# Terminalichus karachiensis
Terminalichus karachiensis är en spindeldjursart som beskrevs av Anwarullah och Muhammad Sharif Khan 1973. Terminalichus karachiensis ingår i släktet Terminalichus och familjen Tenuipalpidae. Inga underarter finns listade i Catalogue of Life.